# Aparat po Ilizarovu
Aparat po Ilizarovu ili Ilizarov cirkularni spoljnji fiksator, je izum ruskog lekara dr Gavriilia Abramoviča Ilizarova, po kome je i nazvan. Ovaj metalni aparat je sastavljen od više od 20 delova i u postavci nijedan nije isti. Primena ovog od metala načinjenog aparata zasnovana je na biološkom svojstvu rasta i regeneracije kostiju kao odgovoru na dozirano rastezanje fragmenata. Što ima uticaj kod napregnute distrakcije na genezu tkiva i adekvatnosti vaskularizacije i opterećenja na buđenje rezervnih reparativnih mogućnosti i plastičnih procesa u kostima i drugim tkivima. Ilizarov je 1963. godine prvi objavio dokaze da prvostepenu ulogu u osteogenezi ima napregnuta distrakcija, koja omogućava upravljanje regeneracijskim procesima i u uslovima osteomijelitičkog oštećenja kosti.
Metoda koristi fiksatore u obliku metalnih igli koje se provode kroz fragmente kostiju. Na taj se način zone preloma se ne izlažu naprezanju i nema opasnosti od dislokacije prilikom opterećenja donjih udova.  
Suština ovog načina lečenja je da se u jednoj etapi u tkivima donjih ili gornjih udova sanira, ne samo fraktura već i prateći zapaljenski proces, naročito nakon otvorenih preloma, i tako nadoknađuje defekt kosti. Pri tome nije potrebna primena antibiotika, jer se u toku perioda distrakcije aparatom Ilizarova povećava prirodna baktericidna aktivnost tkiva.
Aparat i metoda koju je predložio Ilizarov, 60.tih godina 20. veka, danas se koristi u više od 60 zemalja sveta, jer smanjuje vreme terapije, troškove terapije i invaliditet.

## Istorija
Ilizarov aparat dobio je naziv po doktoru Gavrilu Abramoviču Ilizarovu, koji je hirurgiju počeo da izučava za vreme šestomesečnog kursa iz oblasti ratne medicine. Naime  tada se prvo zainteresovao za ortopediju i rekonstrukciju kosti jer su veliki broj njegovih pacijenata predstavljali vojnici koji su se vraćali sa frontova u toku drugog svetskog rata sa brojnim povredama i deformitetima. Mnogi od ovih pacijenata su zadobili teške prelome i morali su da pretrpe dugotrajno lečenje; gips i skeletna trakcija bile su jedine metode koje su opšte korišćene.
Ilizarov je verovao da postoje i drugi načini lečenja preloma i posvetio je svoju karijeru radu u ortopediji. 
Kada se 1950. godine Ilizarov se preselio u Kurgan gde je radio na odeljenju za opštu hirurgiju u Kurganskoj regionalnoj bolnici, nastavio je  istraživanje i usavršavanja lečenja preloma. Nakon ovih istraživanja razvio je ideju o spoljnjem fiksatoru u vidu prstena sa ukrštenim iglama, kojima je trebalo da poboljša njihovu stabilnost. 
Prvi pacijent koji je bio lečen sa novim spoljnim fiksatorom bio je radnik koji je radio u fabrici u kojoj su se proizvodili metalni delove za izradu prstena Iako je Ilizarov aparat naišao na nepoverenje kod kolega, slične konstrukcije su u to vreme već počele da se pojavljuju širom sveta.
Ilizarova metoda postala je šire prihvaćena tek nakon đto je uspešno izlečio sovjetskog skakača u vis, Valerija Brumela 1968. godine. Brumel je pretrpeo otvoren prelom tibije, koju je nekoliko hirurga pokušalo da leči, ali bezuspešno. Tri godine posle preloma Brunel je upoznao Ilizarova ali do tada se već razvio osteomijelitis i imao je značajno skraćenje ekstremiteta. Ilizarov je lečio obe komplikacije i Brumelu je omogućeno da nastavi svoju sportsku karijeru. 

Ilizarov metod je postala poznata u Italiju nakon uspešnog lečenja italijanskog novinara Karla Maurija 1980. godine. Mauri je bio toliko impresioniran da je napisao članak u italijanskim novinama nazvavši Ilizarova „Mikelanđelom ortopedije“. Ovo je bio ključni momenat koji je rezultovao širenjem Ilizarove metode na ostatak sveta. 
Nedavno je razvijen novi poboljšani aparat koji ubrzava rast kostiju za dva puta. Mikromotori koji su instalirani na telu aparata automatski rastežu kost.

## Biomehanika spoljnih fiksatora
Spoljni fiksator, kao što je to aparat po Ilizarovu, služi za imobilizaciju preloma i apliciranje na polomljenu kost, kojoj obezbeđuje uslove za sanaciju i preuzima njenu ulogu u sistemu kretanja poluga. Kako na mestu preloma deluju sile pritiska, vučenja, smicanja i torzije, postavljanje spoljnjeg fiksatora ima
za cilj da sve sile neutrališe i uravnoteži, i da pri tom on trpi njihovo dejstvo, koje manje ili više umanjuje njegov značaj i ulogu.
Sastavne delove spoljnog fiksatora, pored njegovog rama, čine klinovi i igle. Oni imaju veoma značajnu ulogu u njihovoj biomehanici. Spoj klinova i igala sa kostima i ramom fiksatora su biomehaničke slabe tačke fiksatora. Klinovi su najslabiji deo sistema i stepen njihove deformacije pod opterećenjem je glavna odrednica jačine fiksacije kosti.
U cilju ostvarivanja što čvršćeg spoja između kosti i klina, neprestano se istražuju navoji klinova sa različitim karakteristikama: sa većim korakom, sa koničnim oblikom dela klina sa navojima, sa navojima samo za drugi korteks, sa posebnim ispupčenjem (oliva) na igli i dr.

## Indikacije za primenu aparata
Indikaciona područja primene aparata po Ilizarovu su:
| - otvoreni i zatvoreni prelomi, - pseudoartroze i defekti kostiju, - skraćenje ekstremiteta, - kontrakture zglobova, - teška oštećenja zglobova, | - deformiteti kostiju, - produženje ekstremiteta u patuljastosti, - infekcije kostiju - dislokacija kukova u dece i odraslih, - gubitak kostiju nakon tumora, traume ili infekcije |

## Kontraindikacije za primenu aparata
Aparat ne bi trebalo primeniti u lečenju bolesnika: 
- sa oštećenjem psihe;
- sa nekritičkim odnosom povređenog prema svom stanju;
- uzrasta mlađeg od 5 godina;
- sa opsežnim gnojnim zapaljenja mekih tkiva.

## Konstrukcija aparata
Aparat je metalni i sastavljen je od više od 20 delova i u postavci nijedan deo nije isti. Osnovni delovi aparata su: igle; obruča; poluobruča; lukova; iglodržača; distancera; ploče; pločice; podupirača; spojnice sa navojima; burenceta; podloške; šrafova i navrtke. 
Od instrumenata potrebnih za postavljanje aparata neophodni su: sekač igala, klešta, dva tipa ključeva i zatezač igala.

## Dobre strane aparata
Kao dobre strane Ilizarovog aparata u literaturi se navode ove činjenice:
- Omogućuje koštanim fragmentima da se povlače. Ovo rezultuje osteogenezom i može se koristiti za produženje ekstremiteta ili za regeneraciju izgubljene kosti usled traume, tumora ili infekcije
- Drži ulomke zajedno i omogućuje im da se sjedine, dok tradicionalne metode fiksacije nisu u mogućnosti da daju pravilno držanje ulomaka i dozvoljava značajnu kompresiju u slučaju nesraslih preloma.
- Modularni dizajn aparata omogućava da ram bude napravljen po meri za svakog pacijenta posebno.
- Cirkularna priroda rama poboljšava stabilnost i ravnomerno raspoređuje pritisak preko kortikotomije distrakcione pukotine.
- Građa i jačina rama omogućuju opterećenje težinom tokom terapije, što je korisno za pacijenta u pogledu mogućnosti pokreta tokom terapije i omogućavanja jačanja mišićne snage i prevencije ukočenosti zglobova.
- Kada se ram postavi na ekstremitet tokom operacije, samo igle fiksiraju kosti za obruč, ne prave se nikakve incizije na koži, čime se smanjuje rizik od krvarenja, infekcije i oštećenja okolnog mekog tkiva.[8]
- Smanjuje vreme terapije, troškovi terapije i invaliditet,  što je veoma bitno za ekonomiju zemlje. Kada se koristi za lečenje fraktura i posttraumatskih nesraslih fraktura, primarna nesposobnost se smanjila 3 do 5 puta i osam puta u odnosu na lečenje otvorenih fraktura metodama tradicionalnog lečenja.[9]
- Ilizarov spoljnji fiksator se pokazao izuzetno pogodan i u situacijama kada postoji slaba mekotkivna potpora, ili u slučajevima kontaminacije rane.
- Cirkularni prstenasti fiksator je takođe mnogo stabilniji nego monolateralni fiksator i koristi se za više nivoa stabilizacije u slučaju segmentnih fraktura jer omogućuje rano opterećenje.
- Cirkularni fiksator se takođe koristi kada je postavljanje intramedularnog klina nemoguće ili nepodobno, npr. kod starijih osoba zbog osteoporotične

kosti i oskudnog mekog tkiva.

## Komplikacije
Komplikacije koje mogu nastati u toku primene aparat po Ilizarovu mogu biti rane i kasne.

### Rane komplikacije
Rane komplikacije mogu biti opšte i lokalne.
Opšte komplikacije
U opšte komplikacije spadaju bolni sindrom, hipertenzija, sepsa, masna embolija i smrtni ishod.
Lokalne komplikacije
Najčešće lokalne komplikacije su one koje su nastale:
- provođenjem iglama
- kompresijom i nepravilnom aplikacijom aparata
- distrakcijom i nepravilnom aplikacijom aparata
- u kasnijem periodu lečenja komplikacije

### Kasne komplikacije
Kasne komplikacije su malobrojne, a najčešće su: 
- Angularna deformacija koštanog regenerata. Novostvoreni regenerat poseduje značajnu čvrstinu na rastezanje i pritisak, ali slabo podnosi fleksioni pritisak. U principu aparat se skida kada rendgenološka čvrstina regenerata odgovara približnoj čvrstini susednih delova kosti. U slučaju radnog ili prinudnog skidanja aparata, neophodno je regenerat zaštititi od angularnih deformiteta gipsanom imobilizacijom.
- Fisura regenerata posle korekcije deformacije i stavljanja gipsa brzo se sanira. U slučaju opekotine kosti iglom prilikom provođenja i nastankom aseptične nekroze kosti, a takođe i kod slabe fiksacije i stalne traumatizacije kanala iglom dolazi do povećanja prečnika kanala. Sve to slabi čvrstinu fiksacije i može dovesti do preloma kosti nakon skidanja aparata na mestu provođenja igle.[11]

Rano odstranjenje aparata kod distrakcione osteogeneze može dovesti do kolapsa regenerata ili gubitka postignutog produženja. Izvesno vreme nakon skidanja aparata može se na mestu igala aktivirati  „dremajuća infekcija“. Po pravilu infekcija je lokalizovana u mekim tkivima i nije vezana za kost. Aktivacija ove infekcije nastaje ili zbog mehaničke traume ili zbog drugih uslova. Manifestuje se u vidu crvenila ožiljaka, lokalnog povišenja temperature i bolova. U težim slučajevima se na mestu ožiljaka stvara lokalizovani gnoj. Incizija ožiljaka dovodi do ozdravljenja.

## Napomene
1. ↑  Kako se često opisuje u anglosaksonskoj literaturi.

## Literatura
- Maurer RC, Dillin L. Multistaged surgical management of posttraumatic segmental tibial bone loss. Clinical Orthopaedics and Related Research 1987; (216): 162–70.
- Christian, E. P.; Bosse, M. J.; Robb, G. (1989). „Reconstruction of large diaphyseal defects, without free fibular transfer, in GradeIIIB tibial fractures”. J Bone Joint Surg Am. 71 (7): 994—1004. doi:10.2106/00004623-198971070-00006.: 994–1004.
- Atesalp, A. S.; Basbozkurt, M; Erler, E.; Sehirlioglu, A; Tunay, S.; Solakoglu, C.;  . (1998). „Treatment of tibial bone defects with the Ilizarov circular external fixator in high-velocity gunshot wounds”. Int Orthop. 22 (6): 343—7. PMC 3619684 . PMID 10093798. doi:10.1007/s002640050274.

## Spoljašnje veze
- Ilizarov.com (језик: енглески)
- Dr. Dror Paley Informational site (Ortho conditions section includes video of Ilizarov methods) .
- Providing excellent case summaries for Ilizarov treatment of complex fractures, including X-rays

|  | Molimo Vas, obratite pažnju na važno upozorenje u vezi sa temama iz oblasti medicine (zdravlja). |